# 宏正自動科技
宏正自動科技（ATEN International Co., Ltd.），簡稱宏正科、宏正、ATEN，是一间生产电脑周边设备的公司，于1979年成立，董事長陳尚仲。
宏正擁有IT架構管理解決方案、專業影音、綠色能源管理解決方案以及USB個人辦公等四大產品線。IT架構管理解決方案為主要產品，市場份額全球第二大；2010年推出的專業影音產品線包含矩陣式影音方案、多媒體播映整合方案、視訊分配器、視訊切換器等；綠能的主力銷售產品為綠能電源分配器、能源管理軟體以及節能盒。在歐洲、美國、中國大陸、日本、韓國、印度、墨西哥設有子公司，在俄羅斯設有辦事處。
陳尚仲自萬能工業專科學校畢業後，1979年在父親大同磁器創辦人陳錦堂的資助下以新臺幣200萬元的本金創立宏正。宏正原以做家庭自動控制器為主，後轉型代工共用列表機的手動控制器，受到市場歡迎後逐漸將重心放在PC相關切換器，1998年創立Iogear作為在美國銷售的品牌。2000年宏正轉型開發多電腦切換器（KVM），2003年上市。2014年宏正KVM出貨量位居全球第一，佔全球KVM市場出貨量達55.8%。

## 歷史
- 1979年，宏正自動科技成立，英文名稱定為「HOZN Co., Ltd.」，以製造自動控制產品起家。
- 1987年，發表INDATA工業電腦。
- 1988年，宏正自動科技英文名稱改為「ATEN International Co., Ltd.」。
- 1991年，宏正自動科技自有品牌「ATEN」產品上市。
- 1999年7月16日，宏正自動科技股票公開發行。[4]
- 2000年，宏正自動科技總部遷往台北縣汐止市大同路二段125號3樓。
- 2003年10月30日，宏正自動科技在台灣證券交易所股票上市[4]。
- 2005年，宏正自動科技購併威芯科技。
- 2006年，於英國及紐澤西成立子公司。
- 2007年，成立「ATEN研發總部」。
- 2008年，於中國深圳成立獨資工廠「宏嘉騰科技（深圳）有限公司」。
- 2009年，比利時「歐洲營運中心」正式啟用。
- 2010年，發表視訊方案產品線「VanCryst」[5]。
- 2012年，發表綠能產品線「NRGence[6]」。
- 2013年，加入HDBaseT聯盟。
- 2015年，成立紐西蘭與澳洲子公司。
- 2016年，根據IHS （页面存档备份，存于）KVM市場報告ATEN 全球 KVM 市占率第一名 。[7]
- 2017年，成立波蘭子公司、印度辦事處。
- 2019年，於羅馬尼亞設立子公司。
- 2020年，印度辦事處升級子公司 ATEN ADVANCE PRIVATE LIMITED。
- 2021年，成立墨西哥子公司 ATEN LATAM MEXICO S.A. DE C.V.。
- 2022年,  成立印尼子公司 PT ATEN Technology Indonesia.。
- 2023年,  成立南非子公司  ATEN SOUTH AFRICA PTY LTD.